# Дружковская городская община
Дружко́вская городска́я общи́на (укр. Дружкі́вська міська́ громада́) — территориальная община в Краматорском районе Донецкой области Украины. Административный центр — город Дружковка.
Создана вследствие административно-территориальной реформы в 2020 году, путем объединения территорий и населённых пунктов Дружковского городского совета, Кондратовского, Николайпольевского, Софиевского, Торского сельских советов. Первые выборы на территории общины прошли 25 октября 2020 года. Население общины составляет более 67 тысяч человек. Площадь — 297,3 км².

## Населённые пункты
- Дружковка
- Новогригоровка
- Новониколаевка
- Алексеево-Дружковка
- посёлок городского типа Райское
- Дружковское
- Кондратовка
- Красный Кут
- Куртовка
- Николайполье
- Новопавловка
- Осыково
- Павловка
- Петровка
- село Райское
- Софиевка
- Торецкое
- Торское
- Приют
- Старорайское